# Vibia Aurelia Sabina

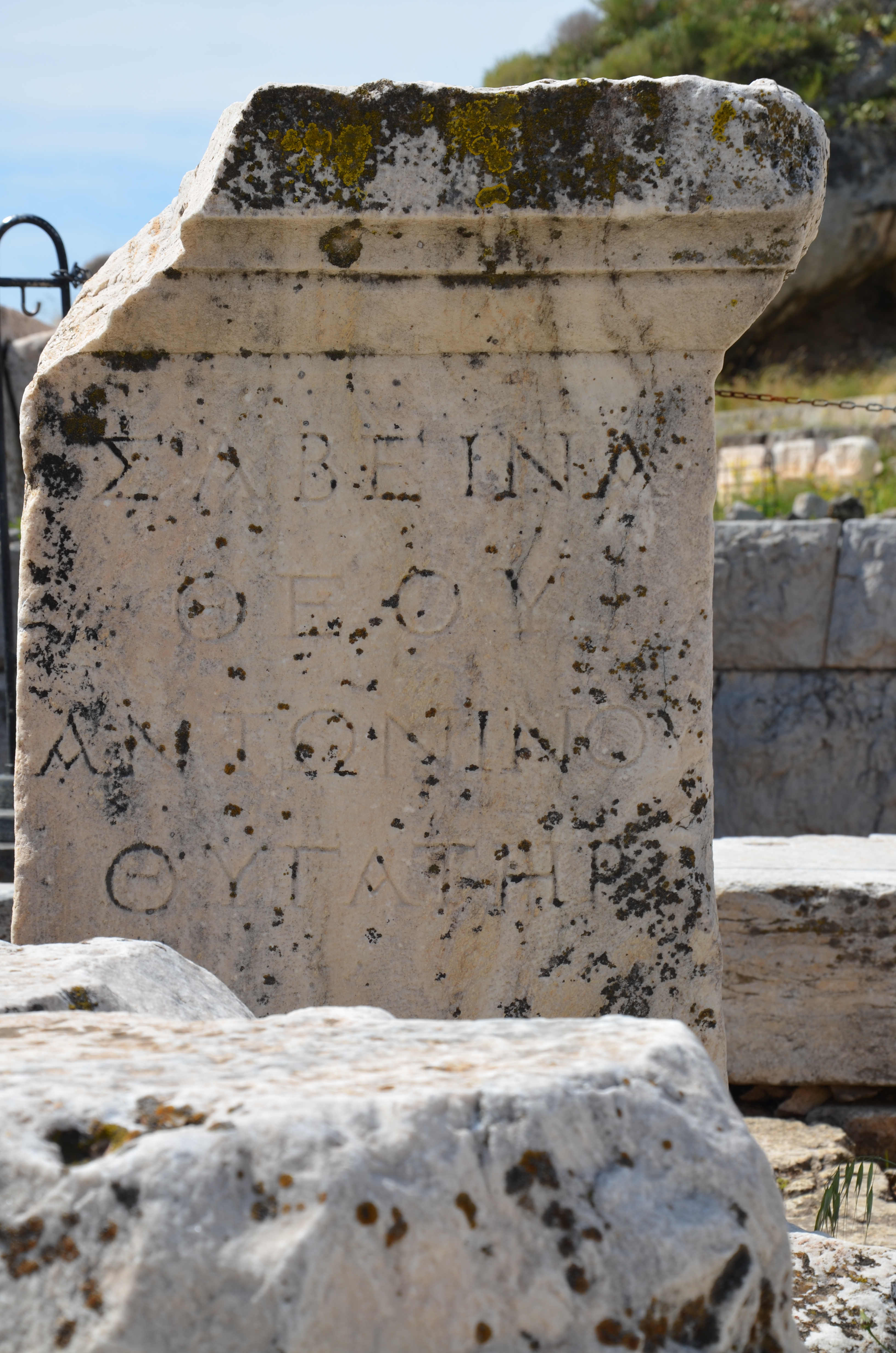
Statuenbasis für Vibia Aurelia Sabina

Vibia Aurelia Sabina (geboren um 170; gestorben nach 210) war die Tochter des römischen Kaisers Mark Aurel und der jüngeren Faustina.
Vibia Aurelia Sabina war wohl das letztgeborene Kind Mark Aurels und Faustinas. Ihr Geburtsjahr ist unbestimmt, doch wird aus einer Bemerkung Philostrats geschlossen, dass es nach 166 gelegen haben muss. Philostrat gibt in seinem Werk Leben der Sophisten anekdotisch die Beilegung eines Rechtsstreites wieder, den Mark Aurel gegen seinen ehemaligen Lehrer Herodes Atticus entschied, wobei er sich dessen Urteil aussetzte, er sei hierbei den Launen einer Frau und eines dreijährigen Kindes gefolgt. Frau und Kind sind die zuvor von Philostrat genannten Faustina und eine Tochter, Ort des Geschehens war Sirmium, wo der Kaiser im Rahmen des ersten Markomannenkrieges frühestens im Jahr 170 weilte. Im Jahr 175 endete diese erste Phase des Krieges, so dass die dreijährige Tochter zwischen 167 und 172 geboren worden sein muss.
Ihren Namen erhielt sie zu Ehren von Vibia Sabina, der Ehefrau des Kaisers Hadrian, durch Adoptionsabfolge Großvater von Mark Aurel. Vibia Aurelia Sabina wurde wahrscheinlich mit Lucius Antistius Burrus verheiratet, der im Jahr 181 zusammen mit Aurelia Sabinas Bruder und Nachfolger Mark Aurels, Commodus, ordentlicher Konsul war. Zumindest wird Antistius Burrus in der Historia Augusta Schwager des Commodus genannt, und außer Aurelia Sabina kommt keine ihrer Schwestern für diese Heirat infrage.
Mit ihrem Mann, der aus dem nordafrikanischen Thibilis stammte, muss Aurelia Sabina in dessen Heimat zurückgekehrt sein. In Thibilis wie in der benachbarten numidischen Stadt Calama, unter Hadrian zum Municipium erhoben, wurde sie noch nach dem Tod des Septimius Severus im Jahr 211 als patrona verehrt.
Die Ehe kann nicht lange gewährt haben, denn im Jahr 189 wurde Antistius Burrus auf Betreiben des Prätorianerpräfekten Marcus Aurelius Cleander als Mitglied einer Verschwörung gegen Commodus hingerichtet, angeblich weil Burrus eigene Ambitionen auf die Herrschaft entwickelt hatte. Aurelia Sabina war neben Fadilla und Cornificia eine der drei Schwestern, die die Regierungszeit des 192 gestorbenen Commodus überlebt haben.
Aufgrund einer stadtrömischen Bleirohrinschrift, einer fistula aquaria, die einen Lucius Aurelius Agaclytus und die Sabina Augusti soror nennt, glaubte Guido Barbieri, Vibia Aurelia Sabina sei in zweiter Ehe mit dem nur inschriftlich bekannten Ritter Lucius Aurelius Agaclytus verheiratet worden. Ihm folgten etwa Hans-Georg Pflaum, Anthony R. Birley und Werner Eck. Andere sehen in dem Genannten einen Freigelassenen der Aurelia Sabina. Bestätigen lässt sich dies nicht.
Da Vibia Aurelia Sabina in der Inschrift aus Thibilis „Schwester des vergöttlichten Septimius Severus“ genannt wird, zugleich der Name Getas in der Inschrift gelöscht wurde, muss sie zwischen Februar und Dezember 211 gesetzt worden sein, denn Geta wurde im Dezember 211 ermordet und der damnatio memoriae unterworfen. „Schwester“ des Septimius Severus wurde sie aufgrund dessen angeblicher Adoption durch Mark Aurel. Das Todesjahr der Vibia Aurelia Sabina, zu deren Ehren im Westen wie im Osten des Reichs zahlreiche Statuen errichtet wurden, kann daher nicht vor 211 gelegen haben. Nachkommen sind nicht bekannt.